# Nesoromys ceramicus
Nesoromys ceramicus é uma espécie de roedor da família Muridae. É a única espécie do género Nesoromys.
Apenas pode ser encontrada na Indonésia.